# مالشوو (برلین)
مالشوو (به آلمانی: Berlin-Malchow) یک منطقهٔ مسکونی در آلمان است که در لیشتنبرگ واقع شده‌است. مالشوو ۴۵۰ نفر جمعیت دارد.